# ルーラーオブザワールド
ルーラーオブザワールド (英：Ruler of the World) は、アイルランドの競走馬、種牡馬である。主な勝ち鞍は2013年の英ダービー(GI)。

## 戦績
3歳4月にデビューし、デビュー2連勝で臨んだ2013年の英ダービーでは、前走まで7戦無敗の1番人気ドーンアプローチが最下位に沈む波乱の中、2着リバタリアン（Libertarian）に1馬身半差をつけて優勝。デビューから僅か2ヶ月弱でダービー馬の栄冠を手にした。3歳デビュー馬の英ダービー制覇は1993年のコマンダーインチーフ以来20年ぶりのことであった。クールモアグループは2011年のプールモア、2012年のキャメロットに続く3年連続の英ダービー制覇となった。しかし、次戦の愛ダービーでは1番人気に推されながら5着に敗れた。
秋初戦のニエル賞では直線で日本のダービー馬キズナとの叩き合いとなり、僅かの差で2着となる。本番の凱旋門賞では見せ場がないまま7着に沈んだ。英チャンピオンステークスでは3着となり、3歳シーズンを終えた。
2014年3月にアルシャカブレーシング社（Al Shaqab Racing）が権利の半分を購入。同年はドバイワールドカップに挑戦するも、13着と大敗する。その後は休養を挟み、復帰戦のフォワ賞を逃げ切って久々の勝利を挙げた。しかし、凱旋門賞9着、英チャンピオンステークス9着と大レースでは振るわず、同年限りで現役を引退した。

### 競走成績
以下の内容は、Irish Racing.comの情報に基づく。
| 出走日     | 競馬場     | 競走名             | 格 | 距離  | 着順 | 騎手           | 着差      | 1着（2着）馬          |
| ---------- | ---------- | ------------------ | -- | ----- | ---- | -------------- | --------- | --------------------- |
| 2013.04.07 | カラ       | 未勝利             |    | 芝10f | 1着  | J.オブライエン | 3/4馬身   | （Manalapan）         |
| 0000.05.09 | チェスター | チェスターヴェース | G3 | 芝12f | 1着  | R.ムーア       | 6馬身     | （Mister Impatience） |
| 0000.06.01 | エプソム   | 英ダービー         | G1 | 芝12f | 1着  | R.ムーア       | 1馬身1/2  | （Libertarian）       |
| 0000.6.29  | カラ       | 愛ダービー         | G1 | 芝12f | 5着  | J.オブライエン | 10馬身    | Trading Leather       |
| 0000.09.15 | ロンシャン | ニエル賞           | G2 | 芝12f | 2着  | R.ムーア       | 短頭      | Kizuna                |
| 0000.10.06 | ロンシャン | 凱旋門賞           | G1 | 芝12f | 7着  | R.ムーア       | 11.31馬身 | Treve                 |
| 0000.10.19 | アスコット | 英チャンピオンS    | G1 | 芝10f | 3着  | R.ムーア       | 3.4馬身   | Farhh                 |
| 2014.03.29 | メイダン   | ドバイワールドC    | G1 | AW10f | 13着 | J.オブライエン |           | African Story         |
| 0000.09.14 | ロンシャン | フォワ賞           | G2 | 芝12f | 1着  | L.デットーリ   | 1馬身1/2  | （Flintshire）        |
| 0000.10.05 | ロンシャン | 凱旋門賞           | G1 | 芝12f | 9着  | L.デットーリ   | 5.44馬身  | Treve                 |
| 0000.10.18 | アスコット | 英チャンピオンS    | G1 | 芝10f | 9着  | J.オブライエン | 12馬身1/2 | Noble Mission         |

## 種牡馬時代
2015年よりアイルランドのクールモアスタッドで種牡馬となった。初年度の種付け料は1万5000ユーロに設定されたが、怪我のため6週間種付けを休止したこともあり、翌年誕生した初年度産駒は僅か44頭であった。その中の一頭であるイリデッサが2018年のフィリーズマイルを制し、産駒初のG1勝利を達成した。
2020年からフランスのアラス・デ・ブクトー（Haras de Bouquetot）で供用される。
2022年からはイタリアで種牡馬生活を送る。

### 主な産駒
- 2016年産
  - イリデッサ（Iridessa） - 2018年フィリーズマイル、2019年プリティーポリーステークス、メイトロンステークス、ブリーダーズカップ・フィリー&メアターフ
- 2018年産
  - ラプティココ（La Petite Coco） - 2022年プリティポリーステークス

## 血統表
| ルーラーオブザワールドの血統 | ルーラーオブザワールドの血統                                                                                               | ルーラーオブザワールドの血統                                                                                               | （血統表の出典） | （血統表の出典） |
| 父系                         | サドラーズウェルズ系 | サドラーズウェルズ系 | サドラーズウェルズ系 | [ § 2 ]          |
| 父 Galileo 1998 鹿毛         | 父の父Sadler's Wells 1981 鹿毛                                                                                             | Northern Dancer | Nearctic | Nearctic         |
| 父 Galileo 1998 鹿毛         | 父の父Sadler's Wells 1981 鹿毛                                                                                             | Northern Dancer | Natalma |                  |
| 父 Galileo 1998 鹿毛         | 父の父Sadler's Wells 1981 鹿毛                                                                                             | Fairy Bridge | Bold Reason | Bold Reason      |
| 父 Galileo 1998 鹿毛         | 父の父Sadler's Wells 1981 鹿毛                                                                                             | Fairy Bridge | Special |                  |
| 父 Galileo 1998 鹿毛         | 父の母Urban Sea 1989 栗毛                                                                                                  | Miswaki | Mr. Prospector | Mr. Prospector   |
| 父 Galileo 1998 鹿毛         | 父の母Urban Sea 1989 栗毛                                                                                                  | Miswaki | Hopespringseternal |                  |
| 父 Galileo 1998 鹿毛         | 父の母Urban Sea 1989 栗毛                                                                                                  | Allegretta | Lombard | Lombard          |
| 父 Galileo 1998 鹿毛         | 父の母Urban Sea 1989 栗毛                                                                                                  | Allegretta | Anatevka |                  |
| 母 Love Me True 1998 栗毛    | 母の父Kingmambo 1990 鹿毛                                                                                                  | Mr.Prospector | Raise a Native | Raise a Native   |
| 母 Love Me True 1998 栗毛    | 母の父Kingmambo 1990 鹿毛                                                                                                  | Mr.Prospector | Gold Digger |                  |
| 母 Love Me True 1998 栗毛    | 母の父Kingmambo 1990 鹿毛                                                                                                  | Miesque | Nureyev | Nureyev          |
| 母 Love Me True 1998 栗毛    | 母の父Kingmambo 1990 鹿毛                                                                                                  | Miesque | Pasadoble |                  |
| 母 Love Me True 1998 栗毛    | 母の母Lassie's Lady 1981 鹿毛                                                                                              | Alydar | Raise a Native | Raise a Native   |
| 母 Love Me True 1998 栗毛    | 母の母Lassie's Lady 1981 鹿毛                                                                                              | Alydar | Sweet Tooth |                  |
| 母 Love Me True 1998 栗毛    | 母の母Lassie's Lady 1981 鹿毛                                                                                              | Lassie Dear | Buckpasser | Buckpasser       |
| 母 Love Me True 1998 栗毛    | 母の母Lassie's Lady 1981 鹿毛                                                                                              | Lassie Dear | Gay Missile |                  |
| 母系(F-No.)                  | 3号族(FN:3-l) | 3号族(FN:3-l) | 3号族(FN:3-l) | [ § 3 ]          |
| 5代内の近親交配              | Mr.Prospector4×3＝18.75%、Raise a Native5×4×4＝15.63%、Northern Dancer3×5＝15.63%、Buckpasser5×4＝9.38%、Special4×5＝9.38% | Mr.Prospector4×3＝18.75%、Raise a Native5×4×4＝15.63%、Northern Dancer3×5＝15.63%、Buckpasser5×4＝9.38%、Special4×5＝9.38% | Mr.Prospector4×3＝18.75%、Raise a Native5×4×4＝15.63%、Northern Dancer3×5＝15.63%、Buckpasser5×4＝9.38%、Special4×5＝9.38% | [ § 4 ]          |
| 出典                         | 1. 2. 3. 4. | 1. 2. 3. 4. | 1. 2. 3. 4. | 1. 2. 3. 4.      |

- 半兄に2008年のキングジョージ6世&クイーンエリザベスステークスなどGIを5勝したデュークオブマーマレードがいる[12]。

## 参考
1. 1 2 3 4 5 6 7 8 9  Ruler of The World(IRE)｜JBISサーチ（JBIS-Search）
2. 1 2 3  Ruler Of The World | Weatherbys Overview. Racing Post. 2018年8月30日閲覧
3. 1 2 3 4  Form and Entries for Horse Ruler Of The World (IRE). Irish Racing.com. 2018年8月30日閲覧
4. ↑  Marcus Armytage. Epsom Derby 2013: Ruler Of The World storms to victory as Dawn Approach fails to fire. The Telegraph(June 1, 2013). 2018年8月30日閲覧
5. ↑  Trading Leather Wins Irish Derby; Ruler Flops. Bloodhorse(June 29, 2013). 2018年8月30日閲覧
6. ↑  【ニエル賞】武豊＆キズナが凱旋門賞へ好発進V. 競馬ラボ(2013年9月15日付). 2018年8月30日閲覧
7. 1 2  2015年クールモア牧場の種付料（アイルランド）【生産】. 公益財団法人ジャパン・スタッドブック・インターナショナル(2014年12月20日付). 2018年8月30日閲覧
8. ↑  【フォワ賞】ルーラーオブザワールドが逃げ切りＶ. サンケイスポーツ(2014年9月14日付). 2018年8月30日閲覧
9. ↑  Andrew Caulfield. “Pedigree Insights: Iridessa”.   Thoroughbred Daily News. 2019年9月18日閲覧。
10. ↑  James Thomas (2018年10月12日). “Ruler Of The World on top as Iridessa storms to Fillies' Mile success”.   Racing Post. 2019年9月18日閲覧。
11. ↑  Martin Stevens (2019年10月30日). “Ruler Of The World relocated to Haras de Bouquetot for 2020”.   Racing Post. 2019年11月7日閲覧。
12. ↑  南アフリカの牧場がデュークオブマーマレードを購買（南アフリカ）［生産］. 公益財団法人ジャパン・スタッドブック・インターナショナル(2014年6月19日付). 2018年8月30日閲覧